# Chłop i baba
Chłop i baba – polski serial komediowy w reżyserii Łukasza Wylężałka, z udziałem wrocławskiego kabaretu Elita.
Plenery: wieś Jaźwiny koło Wrocławia.

## Fabuła
Serial opowiada o członkach dwóch rywalizujących ze sobą wiejskich rodzin – Mozyrków i Pętosów.

## Obsada
- Agnieszka Matysiak – jako Jadwiga Pętosiowa
- Ewa Gawryluk – jako Lalka Mozyrko, żona Mariana
- Stanisław Szelc – jako Stanisław Pętoś
- Tomasz Sapryk – jako Marian Mozyrko
- Leszek Niedzielski – jako Czesław Mozyrko, brat Mariana
- Jerzy Skoczylas – jako pan Zdzisław
- Jan Węglowski – jako listonosz Romek
- Krzysztof Dracz – jako Roberto
- Andrzej Grabowski – jako organista Cyplonek

## Spis odcinków
| Nr             | Tytuł                        |
| -------------- | ---------------------------- |
|                |                              |
| SERIA PIERWSZA |                              |
|                |                              |
| 1              | Inwentaryzacja, czyli wybory |
|                |                              |
| 2              | Obiecanki, czyli cacanki     |
|                |                              |
| 3              | Kontrol, czyli kontrola      |
|                |                              |
| 4              | Intryga, czyli zebranie      |
|                |                              |
| 5              | Knowanie, czyli spisek       |
|                |                              |
| 6              | Biznes, czyli biznes         |
|                |                              |
| SERIA DRUGA    |                              |
|                |                              |
| 7              | Chłopy i baby                |
|                |                              |
| 8              | Amerykańska Republika Ludowa |
|                |                              |
| 9              | Krzyżacy                     |
|                |                              |
| 10             | Siła propagandy              |
|                |                              |
| 11             | Złoto                        |
|                |                              |
| 12             | Ja, sołtys                   |
|                |                              |